# Rǫgnvaldr Óláfsson (fl. 1164)
Pour les articles homonymes, voir Ragnald.
 Rǫgnvaldr Óláfsson, (fl. 1164) parfois mentionné sous le nom de Reginald ou Ragnald, fut un roi éphémère de l'Île de Man.

## Contexte
Fils illégitime d'Olaf Ier de Man, il était le frère cadet de Godfred V, l'héritier légitime, et il s'empare du trône, usurpant pendant quatre jours les droits de son frère en 1164, mais il fut exécuté et son frère reprit son trône.

## Sources
- (en) Mike Ashley, The Mammoth Book of British Kings & Queens (England, Scotland and Wales), Robinson London (1998)  (ISBN 1841190969) « Ragnal Olafsson » p. 428.